# San Marcos, Colombia
San Marcos är en ort i Colombia.   Den ligger i departementet Sucre, i den norra delen av landet, 500 km norr om huvudstaden Bogotá. San Marcos ligger 25 meter över havet och antalet invånare är 36 549.
Terrängen runt San Marcos är mycket platt. Runt San Marcos är det ganska glesbefolkat, med 40 invånare per kvadratkilometer. Det finns inga andra samhällen i närheten. Trakten runt San Marcos består huvudsakligen av våtmarker.